# Церковь Святого Георгия (Вярска)
Церковь Святого Георгия (эст. Püha Georgiuse kirik) — православная церковь в городе Вярска в Эстонии. Находится немного севернее центра города, на пересечении улиц Пика и Велна теэ.
Принадлежит Эстонской апостольской православной церкви.

## История
Православная церковь была построена в Вярске ещё в 1759 году. Старая церковь была деревянной и располагалась немного севернее нынешней каменной церкви. Новая церковь была воздвигнута между 1904 и 1907 годами.
Церковь была построена на деньги, накопленные самими жителями города Вярска, и 2 июля 1907 года она была освящена архимандритом Иосифом.
В 1999 году церковь была внесена в Государственный реестр памятников культуры Эстонии.

## Архитектура

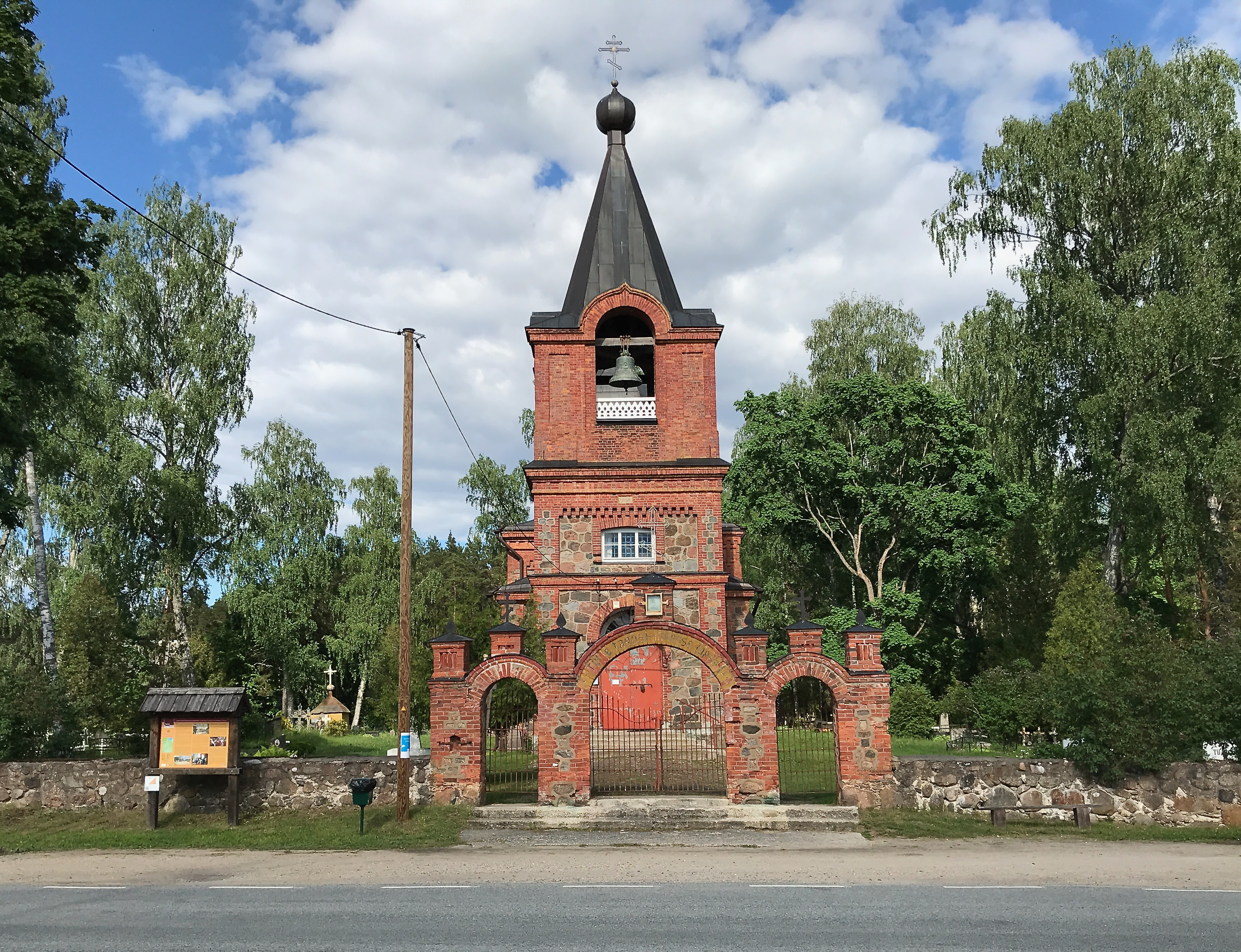
Вид спереди

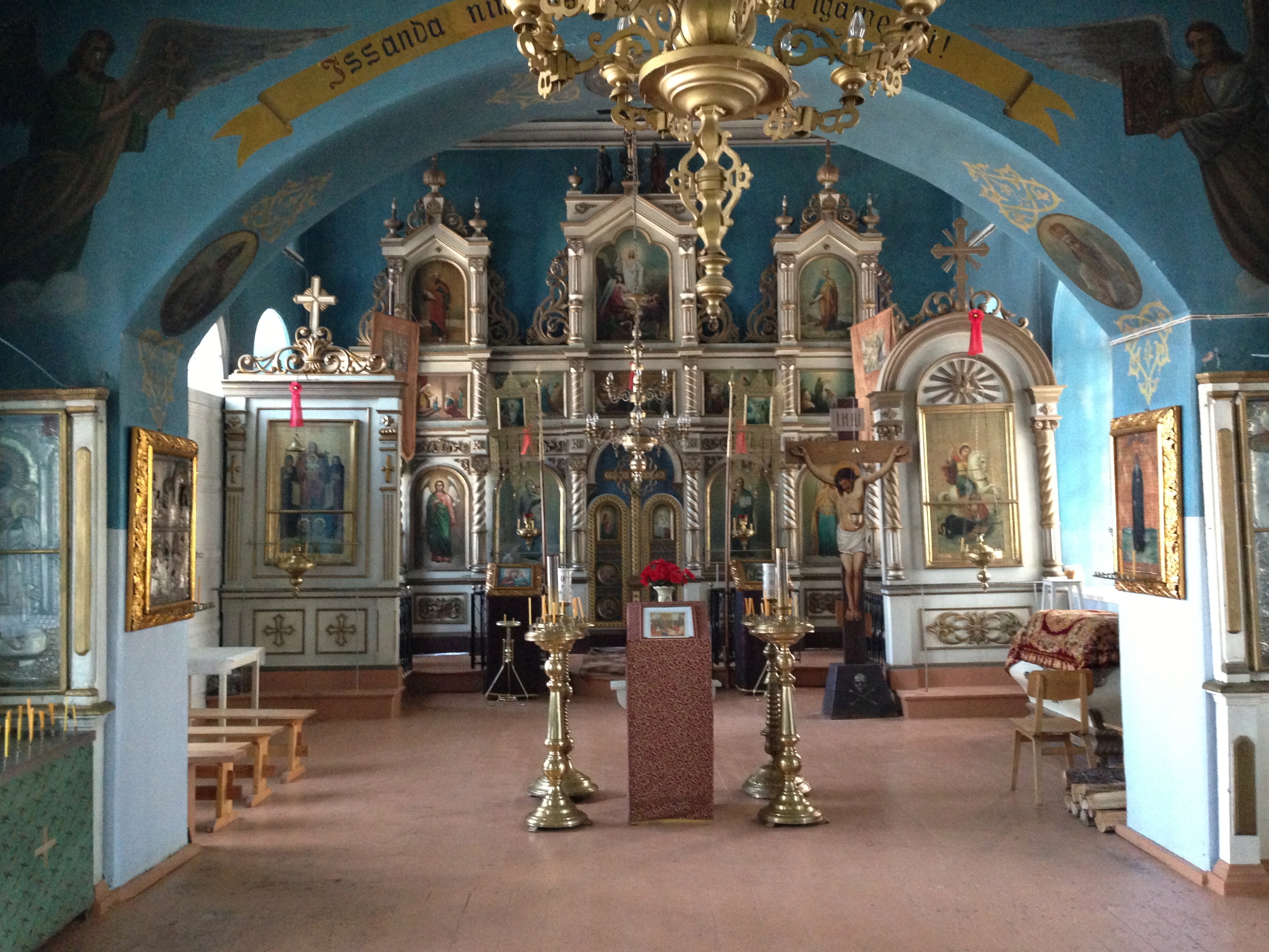
Интерьер

### Экстерьер
Архитектурный ансамбль церкви состоит из четырёх построек — колокольни, приходского дома, молитвенного зала и алтаря.
Церковь имеет две башни: колокольню с восьмигранным куполом и башню со шпилем с четырёхгранным куполом. Среди архитектурных решений следует отметить дентикулы на карнизе колокольни и декоративное оформление оконных рам и дверных проёмов.
Здание церкви имеет две арочные двери – одну с юго-западной и одну с северо-западной стороны. Некоторые окна церкви имеют витражи.

### Интерьер
Интерьер церкви богато украшен. Залы соединены большими арками, тем самым придавая единство архитектурной композиции.
Стены церкви в 1950-х годах были расписаны масляной краской.